# Officiële etnische groepen van de Volksrepubliek China

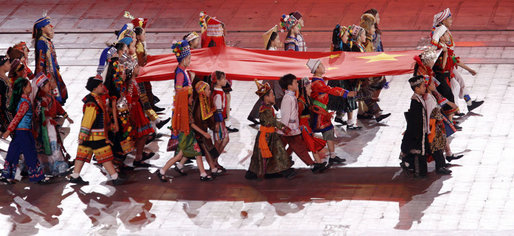
56 Chinese kinderen van verschillende afkomst dragen de Chinese vlag op de opening van de Olympische Zomerspelen 2008

De Volksrepubliek China erkent in totaal 56 officiële etnische groepen, waarvan de Han-Chinezen veruit de grootste groep zijn met 92% van de totale bevolking van 1,3 miljard mensen.
Daarnaast zijn er nog inwoners van de Volksrepubliek China die zichzelf als een andere etnische minderheid beschouwen, maar deze groepen worden niet als officieel gekenmerkt door de Chinese overheid.
- Han-Chinezen (汉族 : Hàn Zú)
- Zhuang (壮族 : Zhuàng Zú)
- Mantsjoes (满族 : Mǎn Zú)
- Hui (回族 : Huí Zú)
- Miao (苗族 : Miáo Zú), (Hmong)
- Oeigoeren (维吾尔族 : Wéiwúěr Zú)
- Yi (彝族 : Yí Zú)
- Tujia (土家族 : Tǔjiā Zú)
- Mongolen (蒙古族 : Měnggǔ Zú)
- Tibetanen (藏族 : Zàng Zú)
- Buyi (布依族 : Bùyī Zú)
- Dong (侗族 : Dòng Zú)
- Yao (瑶族 : Yáo Zú)
- Koreanen (朝鲜族 : Cháoxiǎn Zú)
- Bai (白族 : Bái Zú)
- Hani (哈尼族 : Hāní Zú)
- Li (黎族 : Lí Zú)
- Kazachen (哈萨克族 : Hāsàkè Zú)
- Dai (傣族 : Dǎi Zú, inclusief de Dai Lue)
- She (畲族 : Shē Zú)
- Lisu (傈僳族 : Lìsù Zú)
- Gelao (仡佬族 : Gēlǎo Zú)
- Lahu (拉祜族 : Lāhù Zú)
- Dongxiang (东乡族 : Dōngxiāng Zú)
- Wa (佤族 : Wǎ Zú) (Va)
- Shui (水族 : Shuǐ Zú)
- Naxi (纳西族 : Nàxī Zú) (inclusief de Mosuo (摩梭 : Mósuō))
- Qiang (羌族 : Qiāng Zú)
- Tu (土族 : Tǔ Zú)
- Xibe (锡伯族 : Xíbó Zú)
- Mulam (仫佬族 : Mùlǎo Zú)
- Kirgiezen (柯尔克孜族 : Kēěrkèzī Zú)
- Daur (达斡尔族 : Dáwòěr Zú)
- Jingpo (景颇族 : Jǐngpō Zú)
- Salar (撒拉族 : Sǎlá Zú)
- Blang (布朗族 : Bùlǎng Zú)
- Maonan (毛南族 : Màonán Zú)
- Tadzjieken (塔吉克族 : Tǎjíkè Zú)
- Pumi (普米族 : Pǔmǐ Zú)
- Achang (阿昌族 : Āchāng Zú)
- Nu (怒族 : Nù Zú)
- Evenken (鄂温克族 : Èwēnkè Zú)
- Gin (京族 : Jīng Zú)
- Jino (基诺族 : Jīnuò Zú)
- De'ang (德昂族 : Déáng Zú)
- Oezbeken (乌孜别克族 : Wūzībiékè Zú)
- Russen (俄罗斯族 : Éluōsī Zú)
- Yugur (裕固族 : Yùgù Zú)
- Bonan (保安族 : Bǎoān Zú)
- Monpa (门巴族 : Ménbā Zú)
- Oroquen (鄂伦春族 : Èlúnchūn Zú)
- Drung (独龙族 : Dúlóng Zú)
- Tataren (塔塔尔族 : Tǎtǎěr Zú)
- Hezhe (赫哲族 : Hèzhé Zú)
- Lhoba (珞巴族 : Luòbā Zú)
- Gaoshan (高山族 : Gāoshān Zú) (Taiwanese aboriginals)

Achang · Akha · Bai · Baima · Blang (Bulong) · Bonan · Buyi · Dai · Daur · De'ang · Dong · Dongxiang · Drung · Evenken · Gaoshan (Taiwanese aboriginals) · Gelao · Gin (Vietnamezen) · Han · Hani · Hlai (Li) · Hui · Jingpo · Jino · Kazachen · Kirgiezen · Koreanen · Lahu · Lhoba · Lisu · Mantsjoes · Maonan · Miao (Hmong) · Mongolen · Monpa (Menba) · Mulam (Mulao) · Nanai (Hezhe) · Naxi · Nu · Oeigoeren · Oezbeken · Oroqen · Pumi · Qiang · Russen · Salar · She · Sui · Tadzjieken · Tataren · Tibetanen (Zang) · Tu · Tujia · Wa (Va) · Yao · Yi · Yugur · Xibe · Zhuang